# 세베로자파드니 지방
세베로자파드니 지방(Северозападный край)은 러시아 제국이 설치한 지방으로, 자파드니 지방의 한 부분에 속했다. 6개의 구베르니야가 설치되어 있었다. 1870년에서 1912년까지 존속했다.
- 빌뉴스현
- 카우나스현
- 흐로드나현
- 민스크현
- 마힐료우현
- 비쳅스크현